# Badain Jaran
| Mongolische Bezeichnung            | Mongolische Bezeichnung |
| ---------------------------------- | ----------------------- |
| Mongolische Schrift:               | ᠎‍‌᠍᠎‍‌᠍ᠪᠠᠳᠠᠢ ᠎‍‌᠍᠎‍‌᠍ᠵᠢᠨ ᠎‍‌᠍᠎‍‌᠍ᠵᠢᠷᠠᠨ ᠪᠠᠯᠭᠠᠰᠤ |
| Transliteration:                   | Badai-yin J̌iran balγasu |
| Offizielle Transkription der VRCh: | Badayin Jiran balɣasu   |
| Kyrillische Schrift:               | Бадaйн Жaрan бaлгaс     |
| ISO-Transliteration:               | Badajn Žaran balgas     |
| Transkription:                     | Badain Dsharan balgas   |
| Chinesische Bezeichnung            |                         |
| Vereinfacht:                       | 巴丹吉林镇              |
| Pinyin:                            | Bādānjílín Zhèn         |

Die Großgemeinde Badain Jaran ist der Verwaltungssitz des Rechten Alxa-Banners im Westen der Inneren Mongolei, Volksrepublik China. Die Großgemeinde umfasst eine Fläche von 6859 km², der eigentliche Ort Badain Jaran hat etwa 10 km². Im Jahr 2021 lebten in der Großgemeinde rund 17.000 Menschen, davon 3708 Personen Angehörigen von Minderheiten wie Mongolen oder Hui-Chinesen.

## Geschichte
Als am 25. Mai 1961 das Rechte Alxa-Banner gegründet wurde, wurden die Partei- und Regierungsorgane zunächst in der heutigen Großgemeinde Yabrai angesiedelt, einer Saline am südöstlichen Rand der Badain-Jaran-Wüste.
Im September 1965 wurde der Sitz der Bannerregierung nach Ehen Huddugh („Erster Brunnen“) verlegt, der erste größere Ort wenn man aus Gansu über die heutige Staatsstraße S317 in das Banner kam. Auf Chinesisch ist der Ort auch als „Ulmenbrunnen“ (榆树井子) bekannt, er gehörte seit 1958 zur Volkskommune Bayan Öndür (ᠪᠠᠶᠠᠨᠦᠨᠳᠤᠷᠠᠷᠠᠳ ᠤᠨᠨᠢᠬᠡᠳᠤᠯ). Als die Volkskommune 1983 im Zuge der Reform- und Öffnungspolitik aufgelöst wurde, wurde Ehen Huddugh zur Großgemeinde hochgestuft, Bayan Öndür wurde ein Sum des Banners.
Im Laufe der folgenden Jahre entwickelte sich Ehen Huddugh nicht nur zum politischen, sondern auch zum wirtschaftlichen und kulturellen Zentrum des Banners. Hierbei handelte es sich jedoch primär um lokale Wirtschaft. Man konnte zwar über Gastronomie und Devotionalienhandel von den buddhistischen Pilgern profitieren, die zum Badain-Jaran-Kloster 100 km nordöstlich der Stadt reisten, als sich aber um 2000 der chinesische Inlandstourismus stark zu entwickeln begann, gelang es nicht, die Badain-Jaran-Wüste als Marke zu etablieren. Daher beantragte die Bannerregierung bei der Regierung des Autonomen Gebiets Innere Mongolei eine Umbenennung des Orts in „Badain Jaran“. Am 24. Mai 2011 wurde dem Antrag mit Entschließung Nr. (2011) 143 stattgegeben. Seitdem heißt die Großgemeinde wie die Wüste. Der Begriff „Ehen Huddugh“ bzw. „Erster Brunnen“ blieb als Name eines Gaqaa (die mongolische Entsprechung zum innerchinesischen Verwaltungsdorf) am südlichen Ortsrand erhalten.
Der Name der Großgemeinde („Die Sechzig des Badai“) leitet sich von einem Hirten namens Badai ab, der der Legende nach vor einigen hundert Jahren sechzig größere und kleinere Seen in der Wüste entdeckt haben soll. In den Jahren 2000–2002 wurden 142 Seen mit einer Wasserfläche von jeweils mehr als 1000 m² gezählt.
Bis 2021 hatte sich diese Zahl jedoch wieder auf 113 reduziert, 74 davon das ganze Jahr über Wasser führend.

## Administrative Gliederung

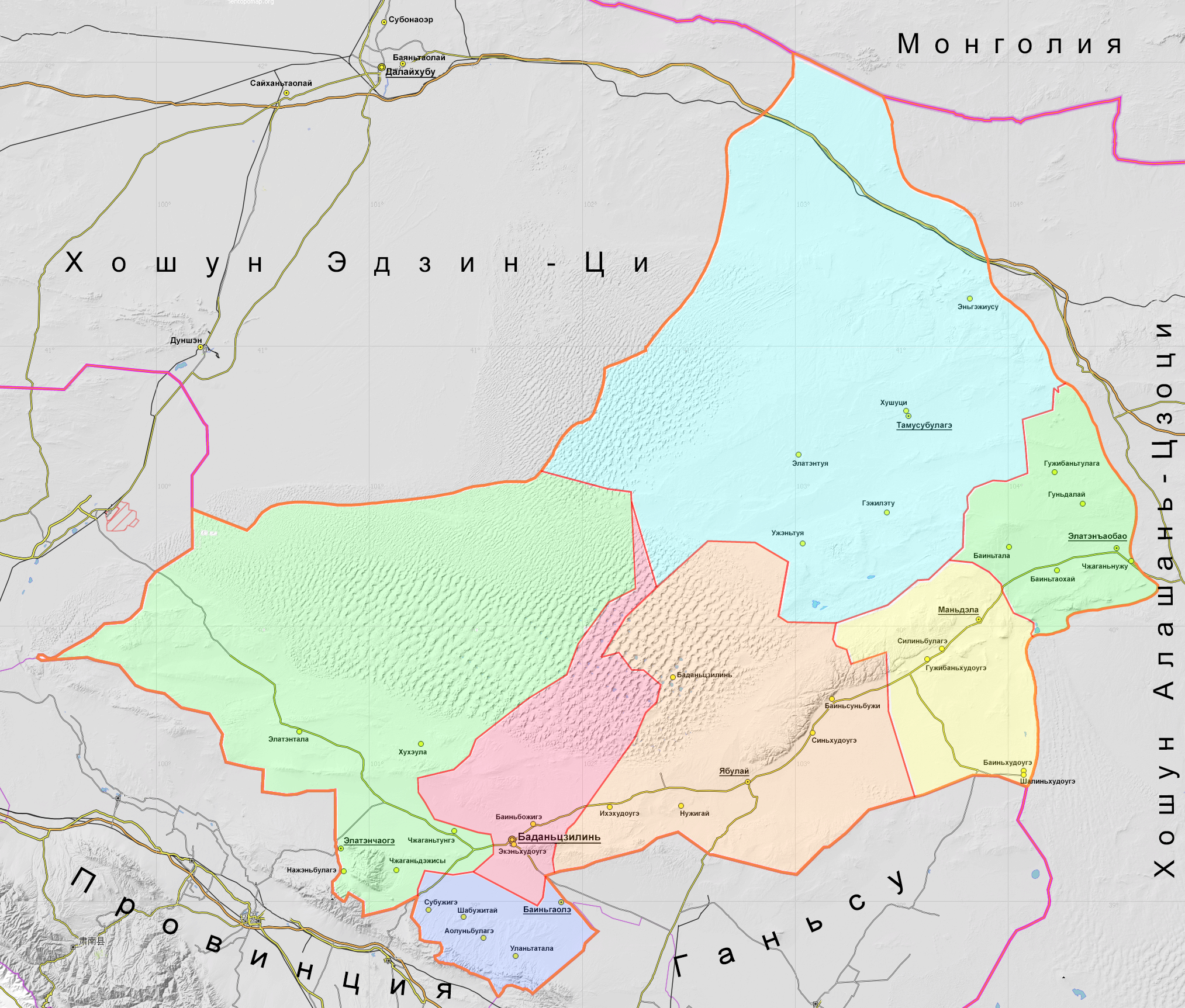
Lage von Badain Jaran (rosa) im Rechten Alxa-Banner

Die Großgemeinde Badain Jaran setzt sich aus fünf Einwohnergemeinschaften und drei Gaqaa zusammen.
Diese sind:
- Einwohnergemeinschaft Changshan (长山社区)
- Einwohnergemeinschaft Manda (满达社区)
- Einwohnergemeinschaft Tailong(泰隆社区)
- Einwohnergemeinschaft Tuanjie (团结社区)
- Einwohnergemeinschaft Yangguang (阳光社区), Regierungssitz der Großgemeinde
- Gaqaa Ar Mod (阿日毛道嘎查 ᠠᠷᠤᠮᠤᠳᠤᠭᠠᠴᠠᠭ᠎ᠠ)
- Gaqaa Bayan Böörög (巴音博日格嘎查 ᠪᠠᠶᠠᠨᠪᠥᠬᠡᠷᠤᠺ᠎‍‌᠍᠎ᠭᠠᠴᠠᠭ᠎ᠠ)
- Gaqaa Ehen Huddugh (额肯呼都格嘎查 ᠎‍‌᠍᠎‍‌᠍ᠡᠬᠢᠨ᠎‍‌᠍᠎‍‌᠍ᠬᠤᠳᠳᠤᠭᠭᠠᠴᠠᠭ᠎ᠠ)

## Verkehrsanbindung

### Straße
Badain Jaran ist über die Staatsstraße S317 mit dem westlich angrenzenden Sum Altan Chog verbunden (in der obenstehenden Karte grün gekennzeichnet), nach Osten mit der Großgemeinde Yabrai (orange). Über die Kreisstraße X759 ist Badain Jaran mit dem südlich angrenzenden Sum Bayan Gol (grau) verbunden, ein ehemaliges Gaqaa der Großgemeinde, das am 20. Januar 2012 mit Genehmigung der Regierung der Inneren Mongolei als eigenständiger Sum ausgegliedert wurde.

### Flughafen
Etwa 10 km westlich der Stadt befindet sich der Flughafen Badain Jaran des Rechten Alxa-Banners (阿拉善右旗巴丹吉林机场 bzw. Alxa Right Banner Badanjilin Airport, IATA-Flughafencode RHT). Am 12. Juli 2012 genehmigten die Staatliche Kommission für Entwicklung und Reform sowie der Generalstab der Volksbefreiungsarmee in einer gemeinsamen Entschließung den Bau des auf 1500 m Höhe über dem Meeresspiegel liegenden Regionalflughafens. Baubeginn war im August 2012. Am 29. August 2013 um 17:30 Uhr Ortszeit landete mit einem zweistrahligen Testflugzeug vom Typ Cessna Citation des Fluginspektionszentrums der Zivilen Luftfahrtbehörde der Volksrepublik China (中国民用航空飞行校验中心) das erste Flugzeug. Dabei wurden die Radaranlagen des Flughafens, Navigation und Kommunikation geprüft.
Die offizielle Einweihung des Flughafens Badain Jaran fand am 17. Dezember 2013 statt.
Der Betrieb des Flughafens obliegt der staatlichen Inner Mongolia Civil Aviation Airport Group (内蒙古民航机场集团公司). Er besitzt eine 2,4 km lange und 30 m breite Start- und Landebahn, zwei Flugzeugstellplätze sowie die Möglichkeit zum Betanken der Flugzeuge. Stand 2021 wird Badain Jaran von der in Xi’an beheimateten Joy Air mit 60-sitzigen  Propellerflugzeugen vom Typ Xi’an MA60 von Bayan Hot aus angeflogen, der Hauptstadt des Alxa-Bundes, von wo aus Anschluss nach Hohhot, Xi’an, Lanzhou und Tianjin besteht. Im Jahr 2020 wurden auf dem Flughafen Badain Jaran bei 569 Starts und Landungen 11.402 Passagiere abgefertigt.
Der Flughafen gehört nach der Kategorisierung der Internationalen Zivilluftfahrtorganisation zur Klasse 3C, was unter anderem bedeutet, dass dort Flugzeuge mit einer Flügelspannweite von 24–36 m und einem Radstand des Fahrwerks von 6–9 m landen können. Die Start- und Landebahn ist mit ihren 2,4 km für die Flughafenkategorie überdimensioniert; an sich wäre nur eine Länge von 1,2–1,8 km vorgeschrieben.
Am 16. Juli 2021 landete auf dem Flughafen erstmals ein kurz vorher auf dem 250 km nordwestlich gelegenen Kosmodrom Jiuquan gestartetes Demonstrationsmodell eines wiederverwendbaren Suborbitalgleiters, der später als Komponente des Wiederverwendbaren Raumtransportsystems der Chinesischen Akademie für Trägerraketentechnologie verwendet werden soll.
Ein zweiter Testflug desselben Exemplars erfolgte am 26. August 2022.